# Andrzej Dewknotowicz
Andrzej Dewknotowicz herbu Świnka  (ur. w XIV w., zm. w XV w.) – bojar żmudzki, adoptowany podczas unii horodelskiej (1413).
Jego nazwisko Dewknotowicz jest nazwiskiem patronimicznym.

## Życiorys
W 1413 roku podczas unii horodelskiej doszło do przyjęcia przez polskie rodziny szlacheckie, bojarów litewskich wyznania katolickiego (tzw. adopcja herbowa). Jednym z ważniejszych dowodów tamtego wydarzenia jest istniejący do dziś dokument, do którego przyczepione są pieczęcie z wizerunkami herbów szlacheckich.

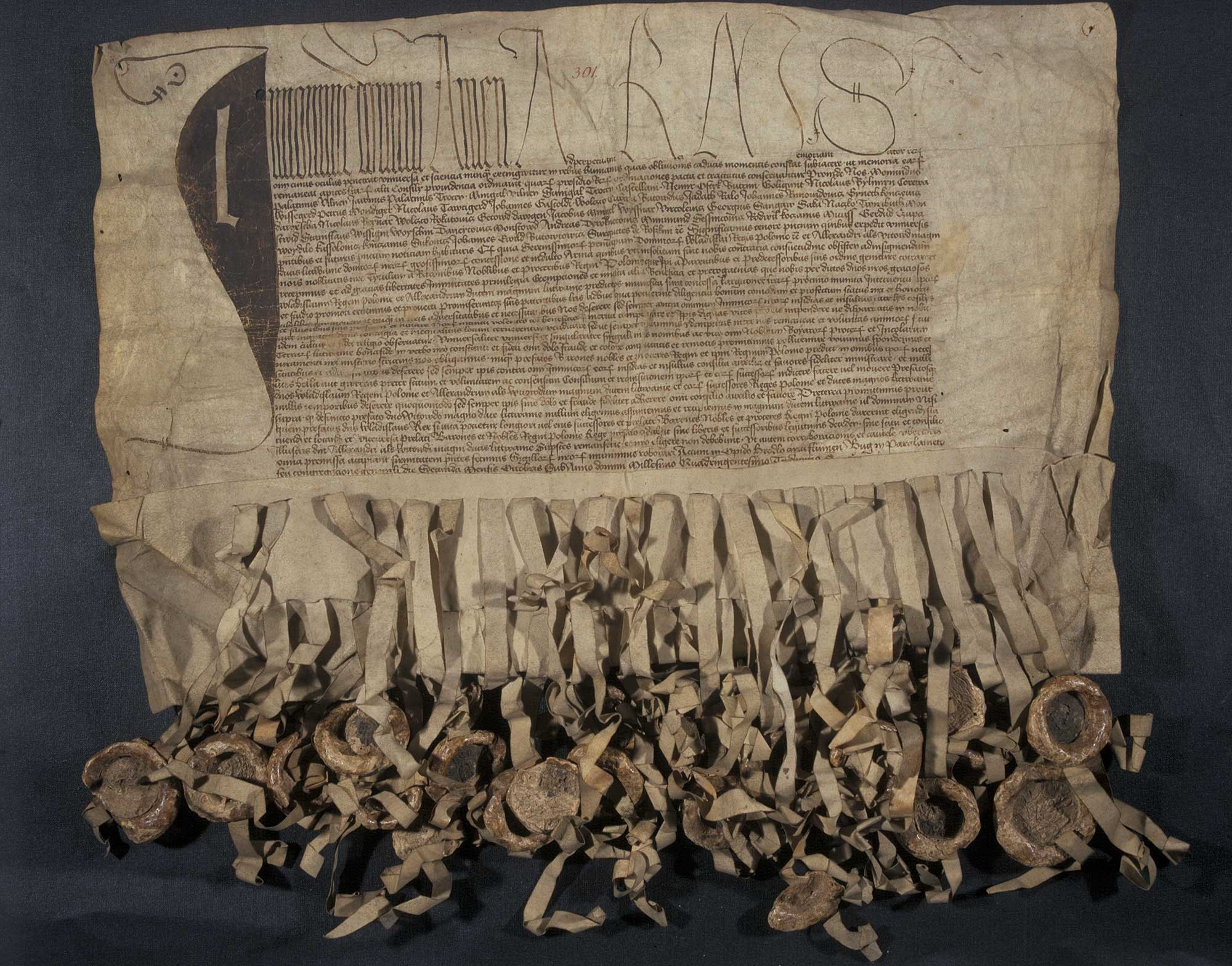
Dokument unii horodelskiej z 1413 roku z przyczepionymi pieczęciami

Z dokumentu dowiadujemy się o istnieniu Andrzeja Dewknotowicza (Dewknethowycz), który został adoptowany przez przedstawicieli Świnków. Jednakże, z powodu braku wystarczającej ilości zachowanych źródeł historycznych, nie udaje się odnaleźć na jego temat większej ilości informacji. 
Polski historyk, Władysław Semkowicz, spekuluje, że wywodzące się z nazwiska patronimicznego imię ojca Andrzeja – Dewknot – może być zmylone. Sugeruje też, że właściwym zapisem imienia mógłby być Dowkont. Bojar o tym imieniu występuje w dokumentach historycznych na Żmudzi, za czasów panowania Witolda Kiejstutowicza w Wielkim Księstwie Litewskim. Nie ma jednak pewności co do tego czy nazwisko omawianego bojara zostało zapisane niepoprawnie. 